# Italijanski vojni zločini druge svetovne vojne
Italijanski vojni zločini druge svetovne vojne so dobro dokumentiran, a malo znan obraz zgodovine Italije v 2. svetovni vojni.
Več kot 1.200 italijanskih uradnikov in vojakov je bilo osumljenih izvršitve vojnih zločinov, o čemer je bila po 2. svetovni vojni zbrana in predana dokumentacija pristojnim mednarodnim oblastem. Noben pripadnik italijanskih okupacijskih oblasti, vojske ali drugih formacij ni bil postavljen pred sodišče za množične vojne zločine, izvršene med okupacijo  v Afriki, na Balkanu, v Sloveniji in na vzhodni fronti. Formalni razlog za to je bil prestop Italije v zavezniški tabor (ni bila zavezniška, ampak so-bojujoča država) leta 1943, dejansko pa strah Združenega kraljestva in ZDA, da bi  se ob razkrivanju zločinov preveč okrepila Komunistična partija Italije, ki je tudi zahtevala popoln obračun s fašizmom. Poleg tega so te zaveznice dovolile, da je predsednik nove italijanske vlade postal zločinski maršal Pietro Badoglio, ki je v abesinski vojni uporabljal bojne strupe in obstreljeval bolnišnice. Tesnega Mussolinijevega sodelavca, vodjo posebnega inšpektorata v Trstu in enega največjih vojnih zločincev sodelavca Giuseppa Guelija, so na primer postavili za visokega oficirja angloameriške cone A Svobodnega tržaškega ozemlja. Več slovenskih vasi v okolici Trsta in Istri je bilo požganih prav po njegovem nalogu.
Najbolj brutalni požigi vasi:
Brkini so bili 4. junija 1942 prizorišče krvavega maščevanja italijanskih vojaških enot nad civilnim prebivalstvom za njegovo domnevno sodelovanje s partizani. Na ukaz reškega prefekta Temistocla Teste so italijanske oborožene enote vdrle v vasi Kilovče, Ratečevo Brdo, Gornja Bitnja, Dolnja Bitnja, Podstenje, Podstenjšek in Mereče, požgali 117 hiš, pobili 32 talcev in 462 prebivalcev odgnali v internacijo.
Po umoru italijanske učiteljice s strani partizanov so italijanski vojaki v vasi Podhum 12. julija 1942, izvedli krvavo represalijo nad civilnim prebivalstvom. Ustrelili so vse moške med 16. in 64. letom starosti. Na kraju pokola stoji danes monumentalen spomenik, na katerem so navedena imena 91 žrtev pokola; ostalo prebivalstvo naselja so italijanski vojaki odvedli v koncentracijska taborišča, vas pa požgali.
8. avgusta 1942 so v vasi Ustje pri Ajdovščini italijanski vojaki divizije »Julia« ustrelili 8 prebivalcev in nato požgali vas.
V juniju 1943 je vojaški guverner v Kraljevini Črne Gore, Alessandro Pirzio Biroli, dal ukaz za ustrelitev 180 talcev kot povračilni ukrep za uboj 9 italijanskih vojakov 383. pehotnega polka (20 talcev za vsakega italijanskega vojaka).
Požgali so še številne druge vasi, prva so bile Mačkolje ob vzponu fašizma že  leta 1921. Veliko vasi so požigali njihovi fašisti tudi po padcu fašistične Italije leta 1943, kot sodelavci nemške vojske ali pa enote Salojske republike. Tak primer je Gabrovica, kjer je v gorečih hišah zgorelo celo 9 ljudi, med njimi štiriletna Nerina Krmec.